# Hidrogén-azid
A hidrogén-azid (más néven nitrogén-hidrogénsav vagy azoimid) a nitrogén egyik hidrogénnel alkotott vegyülete, összegképlete HN3. Színtelen, kellemetlen szagú, maró hatású folyadék. Szilárd halmazállapotban kristályai színtelenek. Nagyon bomlékony savjellegű vegyület. A hidrogén-azidnak még a gőze is robbanásveszélyes. Oldódik vízben és alkoholban. A hidrogén-azid sói, az azidok is robbanékonyak, kivéve a kis elektronegativitású fémekkel alkotott sóit. Ezek ugyanis ionos jellegű vegyületek, a hidrogén-azidnál stabilabb azidionokat tartalmaznak. A hidrogén-azid a természetben sem szabad állapotban, sem sói alakjában nem fordul elő.

## Szerkezete
A hidrogén-azid egyik nitrogénatomja (amelyikhez a hidrogénatom kapcsolódik) sp2-hibridizációjú, és egy magányos elektronpár tartozik hozzá. A második nitrogénatom lineáris hibridizációjú, és nincs magányos elektronpárja. Nem azonos erősségű kötéssel kapcsolódik a két szomszédos nitrogénatomhoz, a két kötésrend elméleti számítások alapján 1,65 és 2,64. A kis elektronegativitású fémek azidjaiban található azidionban (N−3) a három nitrogénatom egyenlő távolságban található egymástól, és mindhárom sp-hibridizációjúnak tekinthető.

## Kémiai tulajdonságai
A hidrogén-azid gyenge sav, proton leadására képes.
{\displaystyle \mathrm {HN_{3}+H_{2}O\rightarrow N_{3}^{-}+H_{3}O^{+}} }
Sok fémet felold, velük sókat, azidokat képez. Hidrogén-azid és cink reakciójában hidrogén fejlődik, más fémekkel bonyolultabb módon reagál. Az alkálifémekkel és az alkáliföldfémekkel képzett sóit bomlás nélkül meg lehet olvasztani, de a nehézfém-azidok melegítés hatására felrobbannak, ütés hatására a robbanás még hevesebb. Elsősorban redukáló tulajdonságú, salétromossavval például a következő egyenlet szerint reagál:
{\displaystyle \mathrm {HNO_{2}+HN_{3}\rightarrow N_{2}+N_{2}O+H_{2}O} }
Redukálószerek hatására azonban ammóniává alakul, oxidálószer is lehet. Hidrogén-jodiddal erősen savas kémhatású közegben a következőképpen reagál:
{\displaystyle \mathrm {HN_{3}+2\ HI\rightarrow N_{2}+NH_{3}+I_{2}} }
Halogének hatására nitrogénné és hidrogén-halogenidekké alakul.
{\displaystyle \mathrm {2\ HN_{3}+Cl_{2}\rightarrow 3\ N_{2}+2\ HCl} }
Kén-hidrogén hatására hidrazin képződik belőle és elemi kén válik ki:
{\displaystyle \mathrm {12\ HN_{3}+2\ H_{2}S\rightarrow N_{2}H_{4}+4\ NH_{3}+15\ N_{2}+2\ S} }

## Előállítása
Hidrogén-azid előállításakor általában először nátrium-azidot állítanak elő, majd ebből állítják elő a hidrogén-azidot savval. A nátrium-azid készítésekor általában nátrium-amid olvadékába vezetnek dinitrogén-oxidot.
{\displaystyle \mathrm {2\ NaNH_{2}+N_{2}O\rightarrow NaN_{3}+NaOH+NH_{3}} }
{\displaystyle \mathrm {2\ NaN_{3}+H_{2}SO_{4}\rightarrow Na_{2}SO_{4}+2\ HN_{3}} }

## Élettani hatás, veszélyek
A hidrogén-azid nagyon bomlékony, robbanékony vegyület. Mérgező hatású, belégzéskor köhögésre ingerli a nyálkahártyákat. Mérgező hatása miatt nagy óvatossággal kell kezelni. Méregjelzésnek kell szerepelnie a nátrium-azidot tartalmazó üvegeken. Óvakodni kell a földre ejtésétől.